# Kaltes Wasser (Nemphe)
Der Bach Kaltes Wasser (GKZ 428198-4) ist ein 8,8 km langer, orographisch rechter Zufluss der Nemphe im nordhessischen Landkreis Waldeck-Frankenberg. Er hat ein Einzugsgebiet von 15,16 km² und wird als Gewässer III. Ordnung eingestuft. Sein mittlerer Abfluss (MQ) beträgt 112 l/s.
Der Bach entspringt am Nordrand des Burgwalds östlich von Willersdorf, einem Stadtteil von Frankenberg (Eder), fließt durch Willersdorf und vorbei an Bottendorf nach Frankenberg, wo er in die Nemphe mündet. Die Nemphe mündet einige hundert Meter weiter nördlich in die Eder.
Das Kalte Wasser ist einer der Bäche, über den das Oberflächenwasser aus dem Burgwald abfließt. Er ist an vielen Stellen, vor allem im Bereich der Frankenberger Kernstadt, begradigt. Das Kalte Wasser wird nach der Gewässergütekarte von Hessen (Stand 1994) in die Güteklasse I–II (gering belastet) eingestuft.

## Verlauf
Die Quelle des Kalten Wassers befindet sich im Nördlichen Burgwald (Naturraum 345.1) in einem Wiesengrund etwa 1,3 km östlich von Willersdorf wenige Meter nördlich der Kreisstraße K 99 von Willersdorf nach Oberholzhausen. Von dort fließt der Bach etwa 400 m nach Westsüdwesten, unterquert dann die Kreisstraße K 99, die dort von Südwesten nach Nordwesten umbiegt, und verläuft danach grob parallel zur Straße auf deren Südseite etwa 800 m in nordwestlicher Richtung bis nach Willersdorf. Dort unterquert er erneut die K 99 („Linnerstrasse“), diesmal nach Norden, und durchfließt auf insgesamt rund 700 m Strecke das Dorf an dessen Nordseite zwischen dem alten Ortskern und einem Neubaugebiet, dabei erst einen kleinen von Nordosten herbeifließenden namenlosen Bach aufnehmend und dann den Sportplatz unterirdisch kanalisiert unterquerend.
Nach dem Verlassen von Willersdorf verläuft das Kalte Wasser etwa 1,9 km nach Westen, nimmt dabei nach 1,5 km den von Süden kommenden Kaltebach auf, und biegt bei der Linnermühle, etwa 30 m vor dem von der örtlichen Bevölkerung als „Küppel“ oder „Kippel“ bezeichneten Burgstall Linne, um den „Linnerberg“ (375,2 m) herum nach Norden. Nun teilweise der Landesstraße L 3076 folgend fließt der Bach östlich vorbei an Bottendorf und nimmt nach 1,5 km den von Osten kommenden Listenbach auf. Dann fließt er etwa 2,5 km in langem Bogen erst in nordnordöstlicher, dann nördlicher und schließlich westlicher Richtung bis nach Frankenberg. Dabei fließt ihm östlich von Frankenberg der von Osten kommende kurze Stennerbach zu, ehe das Kalte Wasser die B 253 sowie dann am Südrand des bebauten Stadtbereichs die „Rosenthaler Straße“ und die Straße „In der Hohle“ unterquert. Sofort danach speist er einen kleinen Teich und mündet beim Stadtpark Frankenberg in die von Bottendorf aus Süden kommende Nemphe.